# Asaphus
Asaphus – rodzaj stawonogów z wymarłej gromady trylobitów, z rzędu Asaphida.
Żył w okresie środkowego ordowiku. Jego skamieniałości znaleziono w rejonie Estonii i w narzutniakach, w całej północnej i środkowej Europie.
Jest ważnym rodzajem fauny baltoskandzkiej.

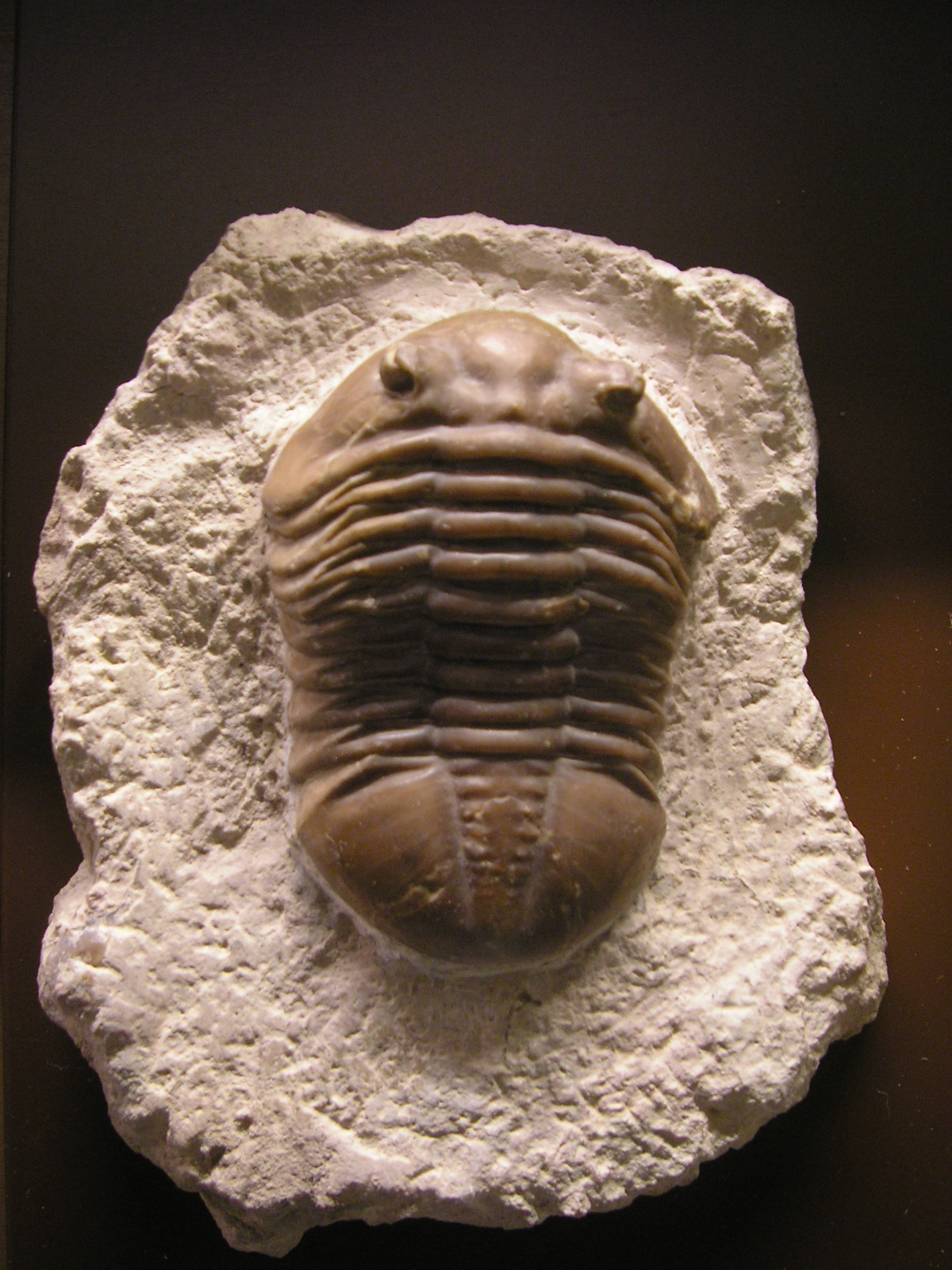
Asaphus expansus
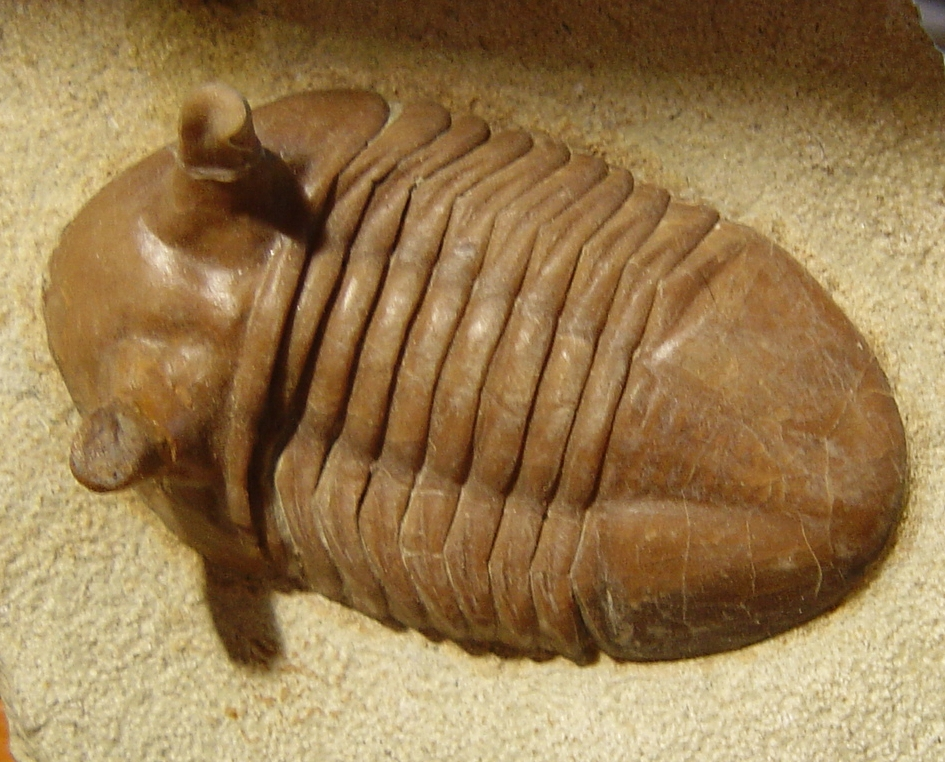
Asaphus kowalewskii
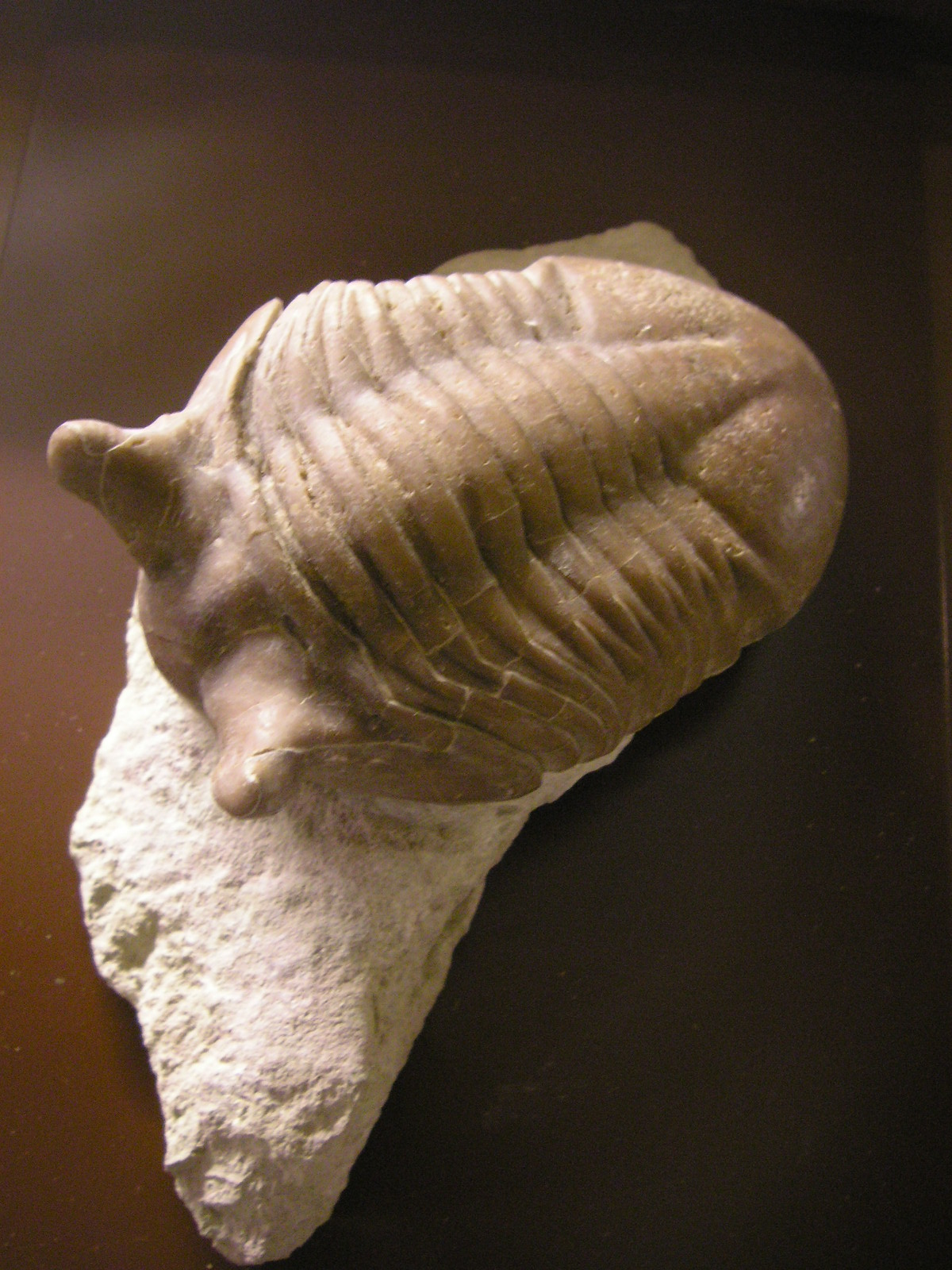
Asaphus punctatus